# SŽD-Baureihe ВЛ11
Die SŽD-Baureihe ВЛ11 (Transliteration VL11, deutsche Transkription WL11) sind für 3 kV Gleichspannung ausgelegte Mehrsektionslokomotiven der SŽD und deren Nachfolgegesellschaften für den Güterverkehr. Die Abkürzung BЛ (WL) steht für die Initialen von Wladimir Iljitsch Lenin. Sie wurden von 1975 bis 2008 ausgeliefert und können als Nachfolgeversion der Baureihe ВЛ10 angesehen werden. Verschiedene Modifikationen mit kleineren Serien wurden bis heute ausgeliefert.

## Entwicklung

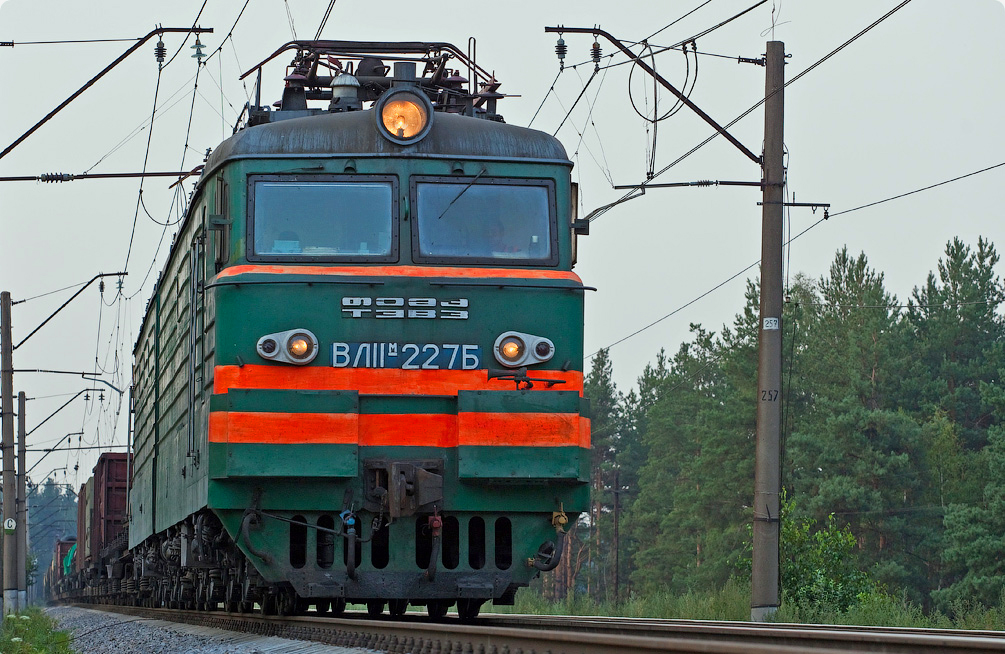
WL11M-227 mit Güterzugeinheit auf der Relation Kirschatsch – Pototschino

Zum Beginn der 1970er Jahre begannen die Arbeiten mit der Schaffung einer neuen elektrischen Güterzuglokomotive auf der Basis der SŽD-Baureihe ВЛ10, nur mit größerer Leistung. Ursprünglich wurden je zwei Versuchslokomotiven für diese Anforderungen geschaffen; zum einen entstand eine Versuchslokomotive der SŽD-Baureihe ВЛ10 mit drei Sektionen; zum anderen wurden zwei Versuchslokomotiven der SŽD-Baureihe ВЛ12, die gegenüber der SŽD-Baureihe ВЛ10 verstärkte Fahrmotoren erhielt, geschaffen. Als Resultat dieser Versuche entstand in der Elektrolokomotivenfabrik Tiflis die neue Reihe ВЛ11. Die Sektionen von ihr konnten über das System der Vielfachsteuerung arbeiten.
Die Prototyplokomotive ВЛ11.001 wurde 1975 gebaut und zur Betriebserprobung auf den Suramipass der Transkaukasischen Eisenbahn gegeben. Insgesamt wurden von 1975 bis 2014 1338 Lokomotiven der Serie gebaut, und zwar in folgenden Unterbaureihen;
- ВЛ11: 574 Exemplare;[1]
- ВЛ118 : 259 Exemplare zusammen mit der ВЛ11У8, sie unterschied sich durch die geänderte elektrische Ausrüstung und konnte nicht mit den Lokomotiven der Reihe ВЛ11 zusammen in Vielfachsteuerung arbeiten;
- ВЛ11У8: die Reibungsmasse wurde durch Zusatzballast von 184 t auf 200 t vergrößert;
- ВЛ11M: 467 Exemplare, modernisierte Variante, ausgeliefert von 1986 bis 2006;[2]
- ВЛ11М5: 10 Exemplare, der Lokkasten ist von den Abmessungen her identisch mit dem der ВЛ11M, die Vorderfront ist identisch mit der der SŽD-Baureihe ВЛ15. Sie wurden von 2007 bis 2008 ausgeliefert, mit dem Erscheinen der ВЛ11М6 wurde die Auslieferung beendet. Eingesetzt wurden die Maschinen bei der Ukrsalisnyzja und der Azərbaycan Dövlət Dəmir Yolu;
- ВЛ11М6: 28 Exemplare, die Maschinen wurden auf dem Auftrag der Ukrsalisnyzja ausgeliefert. Sie bekamen einen geänderten Lokkasten und geänderte elektrische Ausrüstung. Sie wurden von 2008 an bis in unsere heutige Zeit ausgeliefert. Eingesetzt werden sie auf den Eisenbahnen in der Oblast Dnipropetrowsk.

Zum Stand 2013/14 werden die Lokomotiven auf vielen Eisenbahnstrecken der früheren UdSSR eingesetzt. Bei den Ukrsalisnyzja erstreckt sich ihr Einsatzgebiet auf die Eisenbahnen in der Oblast Donezk, der Oblast Lwiw, der Oblast Dnipropetrowsk und der Piwdenna Salisnyzja. Auf dem Abschnitt Lawotschne–Wolowez der Bahnstrecke Lwiw–Stryj–Tschop haben die Maschinen einen besonders eindrucksvolles Einsatzgebiet; oftmals ziehen drei Lokomotiven der Reihe die schweren Züge durch die Karpaten, und eine Lokomotive wird als Schiebelokomotive benützt. Bei den SR in Georgien verkehren die Lokomotiven gleichfalls im Personenzugdienst (ВЛ11.279, ВЛ11.312, ВЛ118.779 und andere).

## Konstruktion

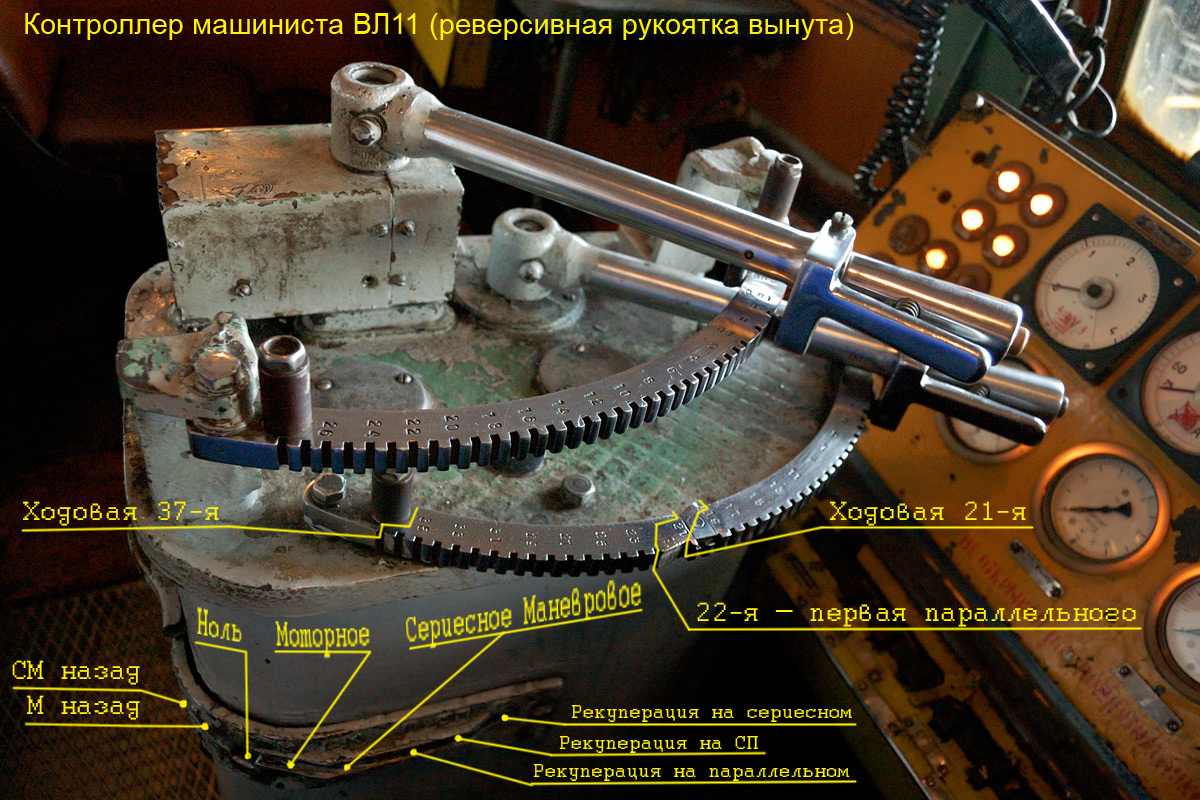
Fahrschalter der WL11-543

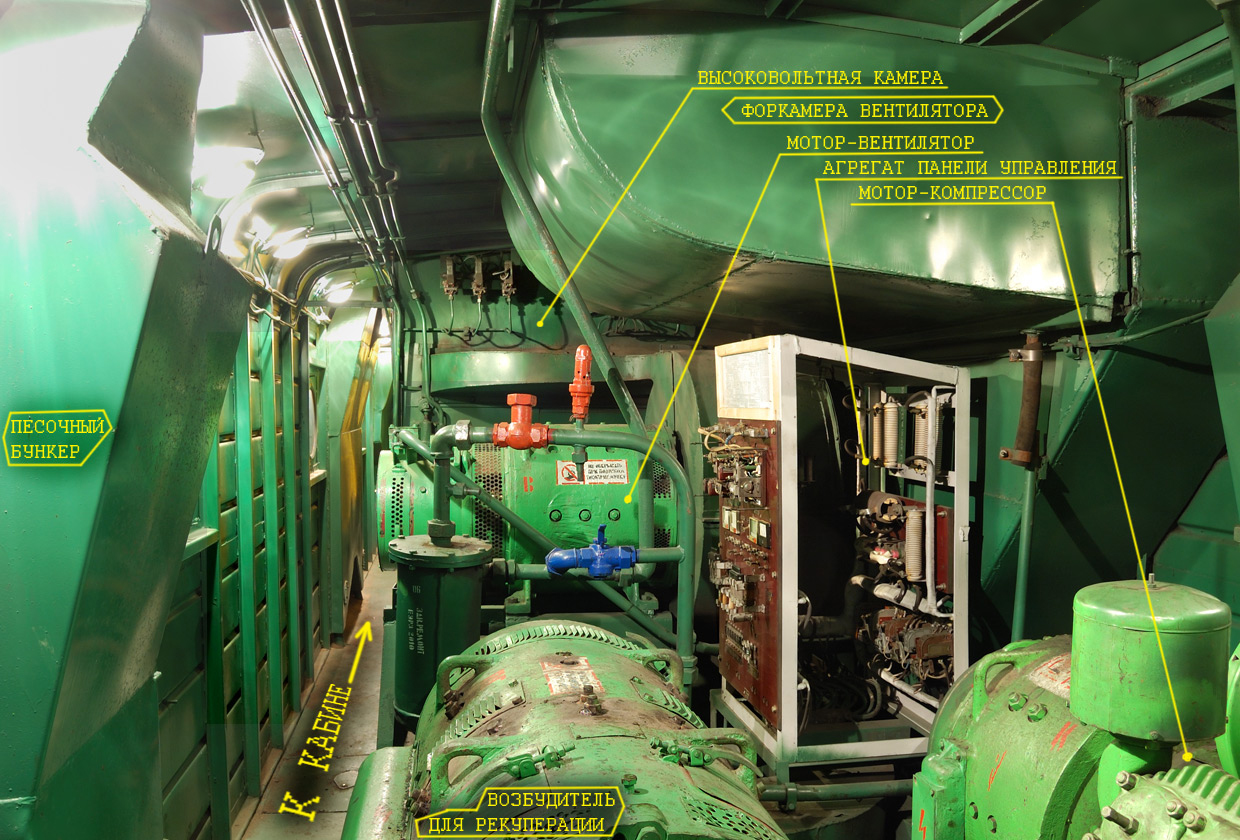
Maschinenraum der WL11-738

Die Lokomotiven entsprechen von ihrem Aufbau her der SŽD-Baureihe ВЛ10. Sie können wahlweise als Zwei-, Drei- oder Viersektionslokomotiven eingesetzt werden. Im Vergleich mit der SŽD-Baureihe ВЛ10 wurden jedoch die Drehgestelle, die Fahrmotoren, die Hilfsmaschinen und die Schalter der Kraftausrüstung getauscht. Einige Male wurde der Lokkasten im Zusammenhang der Aufstellung der Zwischen-Sektions-Verbindung getauscht (es kam ein Kasten auf der Seite der vorderen SA3-Kupplung hinzu), und es wurden geänderte Komponenten der elektrischen Ausrüstung hinzugefügt. Bedeutende Änderungen waren ferner die Versetzung der Kette der Verwaltung und der Kraftausrüstung.
Bei der Lage des Umsteuerhebels auf M (Motorregime) konnte der untere Hebel des Fahrschalters die Verbindung der Fahrmotoren und die Steuerung der Geschwindigkeit übernehmen. Es waren die Verbindungen Reihe, seriel-parallel oder parallel (zwei in Reihe geschaltete Fahrmotorgruppen je Drehgestell) möglich. Die Lokomotiven besaßen von Anfang an eine Rekuperationsbremse.
Die Antriebsparameter, Masse und Konstruktionsgeschwindigkeit der Zweisektions-ВЛ11 entsprechen der ВЛ10. Auf Grund der Modernisierung des Fahrschalters konnten bei den Positionen 1-21 die Verbindungen Reihe und seriel-parallel gemeinsam gesteuert werden. Die Anfahrt geschah in der Verbindung Reihe, durch die Senkung des Starter-Stromes wurde die Verbindung seriel-parallel eingestellt. Für den Übergang auf die Stellung parallel musste zuerst der Hebel auf 0 verschoben werden, danach geschah der Übergang auf die Verbindung parallel über die Fahrschalterstufe 22. Später kam es zu der Erhöhung der Fahrstufen, was den angenehmen Nebeneffekt der Leichtigkeit des Ganges mit sich führte.
Im Zuge der Auslieferung der ВЛ11 wurde in ihre Konstruktion eine Reihe Änderungen hereingetragen wie den Ersatz des Elektroantriebes des Kompressors, Systeme der automatischen Verwaltung der Rekuperationsbremse nach dem System САУТ-ZM/485 (SAUT-ZM/485), eine Änderung der elektrischen Ausrüstung (ВЛ118) und andere. Der Hauptunterschied der Elektrolokomotiven ВЛ11M bestand in der Möglichkeit der Umstellung sämtlicher Verbindungen der Traktionsfahrmotoren ohne Zwischenstufe, unabhängig von der Zahl der eingesetzten Sektionen.
Als hauptsächlichste Unzulänglichkeiten der Lokomotiven der Reihe ВЛ11 aller Versionen wurde von Spezialisten die unzureichende Lärmisolierung der Führerstände und die Schleuderneigung genannt.

## Modernisierungen

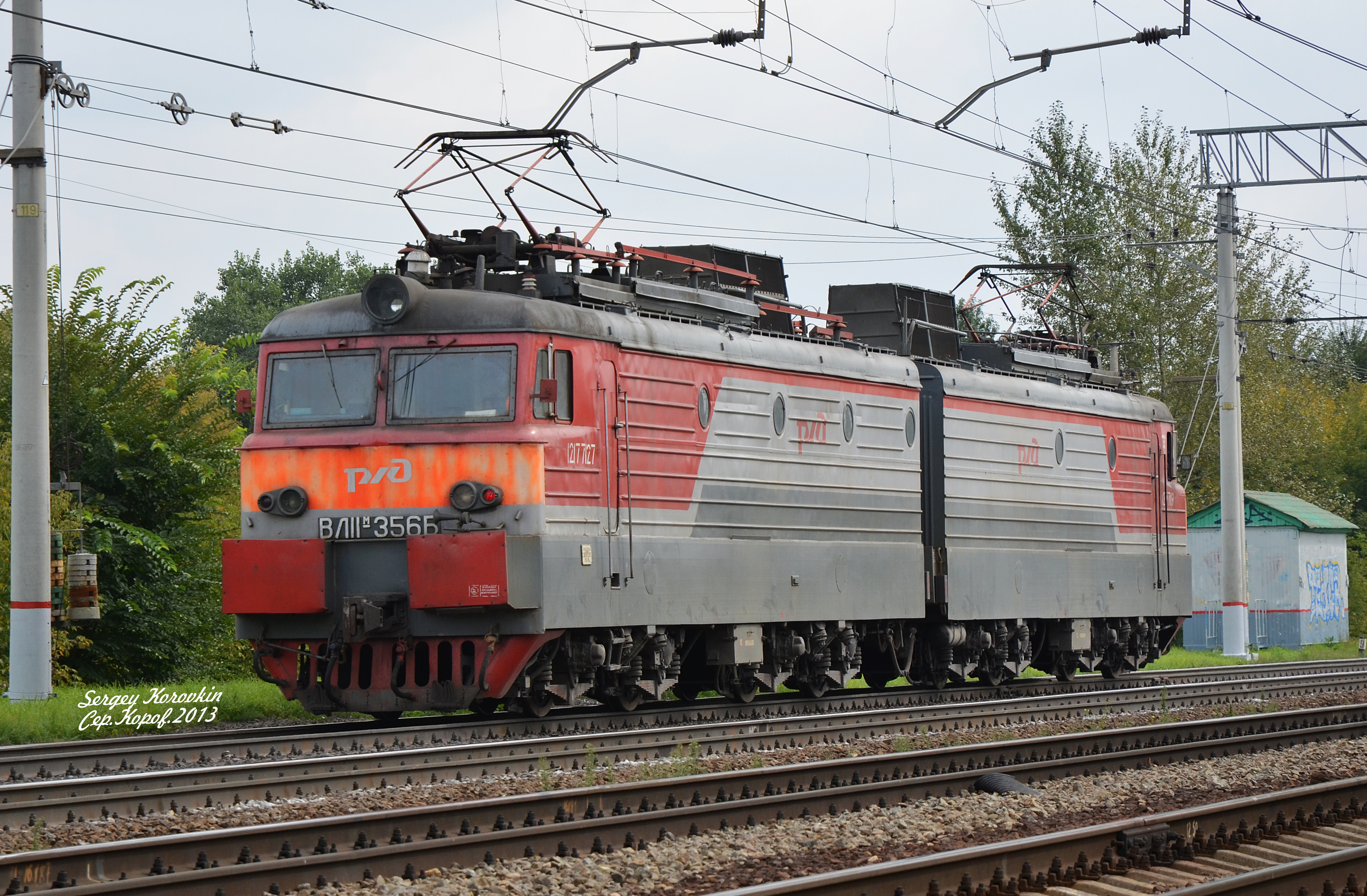
WL11M-356 mit vorderem Kasten

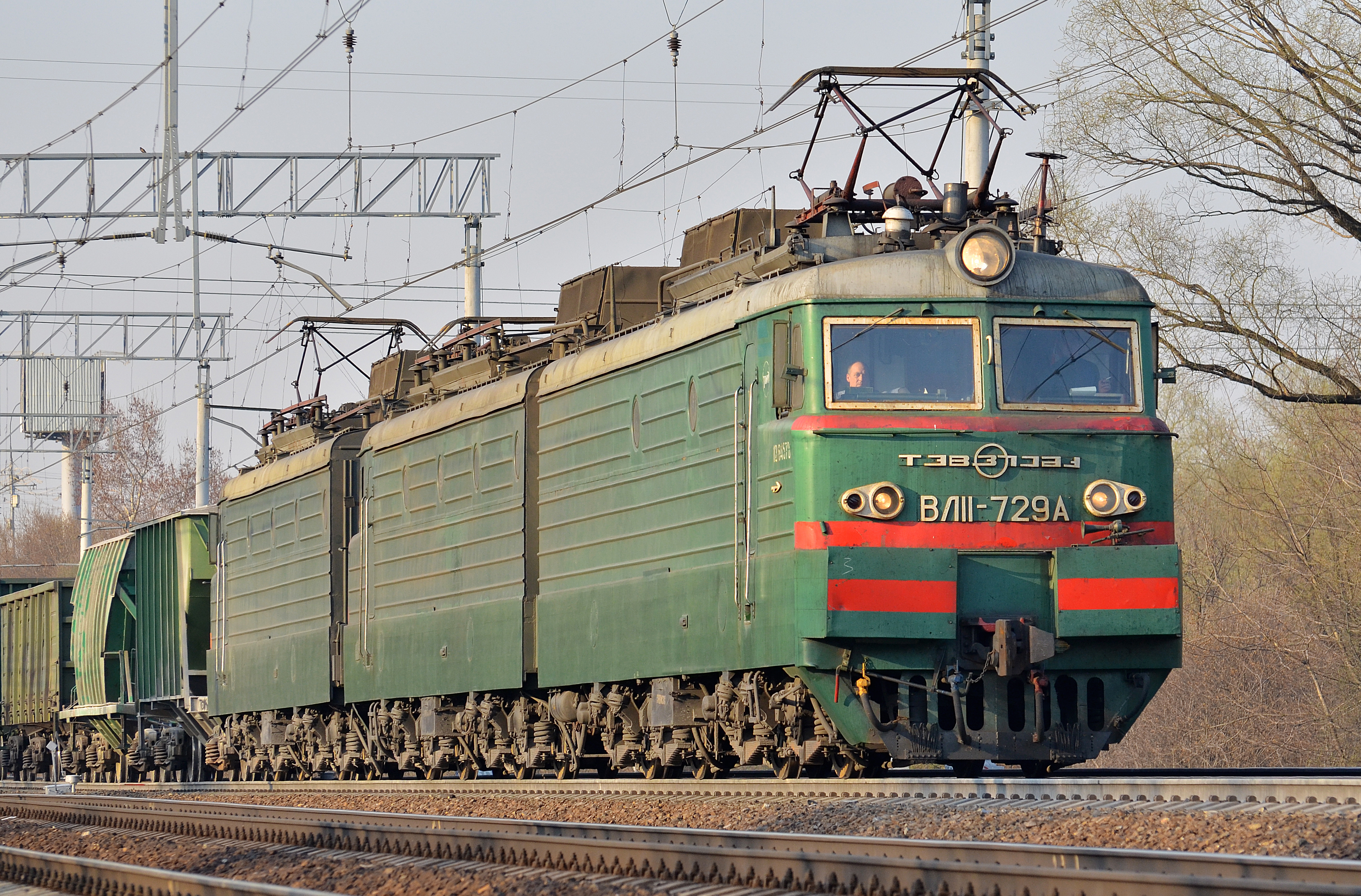
Dreisektions-WL11M

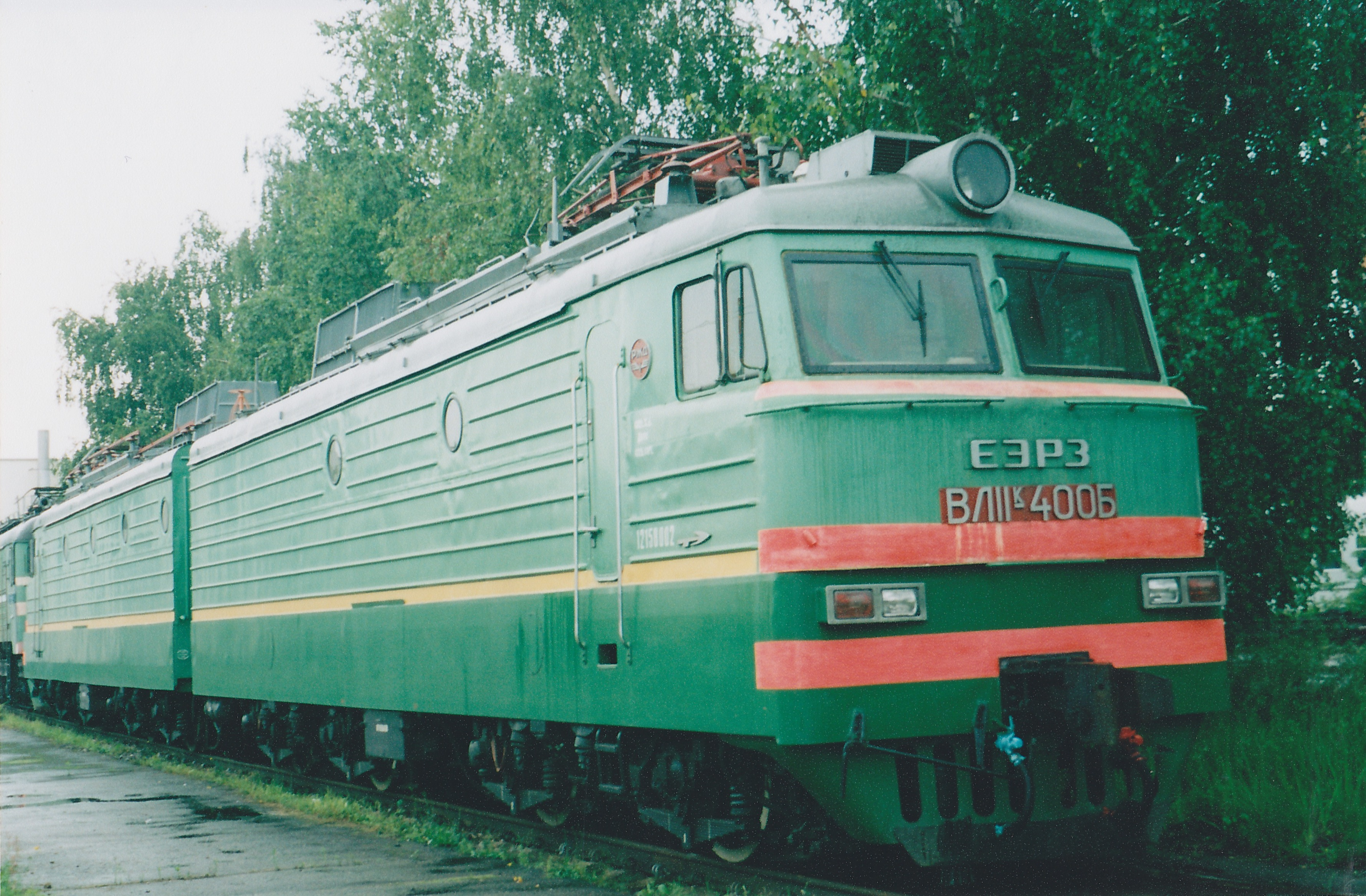
WL11K 400

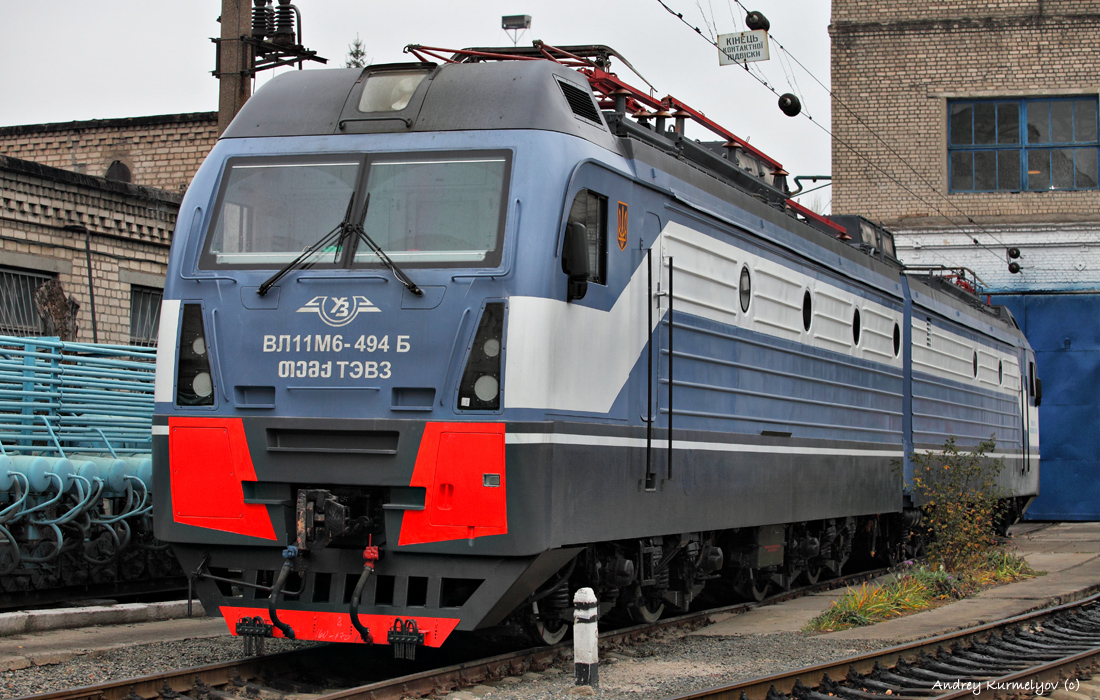
WL11M6 494

Im Lokomotivdepot Беюк-Шор (Bejuk-Schop) der ADDY wurden vier Lokomotiven der Reihe ВЛ11M umgebaut. Die Lokomotiven wurden einteilige Maschinen mit einem zusätzlichen Führerstand, außerdem wurde die elektrische Ausrüstung, das elektrische Antriebssystem und die Dachausrüstung geändert. Genauere Einzelheiten der Modernisierungen sind nicht bekannt. Im Resultat dieser Umgestaltung erschienen vier Elektrolokomotiven, die die lokale Bezeichnung E4s erhielten (mit den Inventarnummer 277, 333, 345 und einer unbekannten Nummer). Die Bezeichnung der Lokomotiven leitet sich ab von 4 = Anzahl der angetriebenen Achsen, s = sərnişin (Personenzuglokomotive). Äußerlich waren die Lokomotiven sehr ähnlich der SR-Baureihe 4E10, die bei der Elektrolokomotivenfabrik Tiflis erschien.

## Einsatzländer
Die Lokomotiven werden bei folgenden Bahngesellschaften der Nachfolgestaaten der Sowjetunion eingesetzt:
- Russland: RZD
- Georgien: SR
- Ukraine: UZ
- Aserbaidschan: ADDY